# Вогони
Вогони — одна із найбільш некомунікабельних цивілізацій у романах Дугласа Адамса «Путівник Галактикою». У самому романі Вогони описуються як:

Злі, бездушні, до того ж із жахливою вдачею. Бюрократи до кінчиків пальців, вони діють невідступно від інструкцій. Вони й пальцем не поворухнуть без відповідної вказівки, навіть якщо буде потрібно рятувати рідну бабусю від траальської хижої блатерної блощиці. Вказівка має бути не менш ніж у трьох примірниках з резолюціями вищих інстанцій, затвердженою, перезатвердженою, відміненою, поновленою, обговореною на всенародному референдумі, потім ще раз відміненою і, нарешті, ще має пролежати місяців зо три у м'якому торфі на глибині близько десяти футів.
Найкращий спосіб домогтися від вогона води — встромити йому палець у горлянку, найкращий спосіб подратувати — згодувати його бабцю траальській хижій блатерній блощиці.
За жодних умов не погоджуйтесь, щоб вогон прочитав вам свої вірші!

## Поезія вогонів
У романі стверджується, що поезія вогонів посідає у Всесвіті третє місце з кінця. При декламуванні віршів вогони прив'язували полонених до «поетичних крісел» і підключали до них підсилювачі фантазії, модулятори уяви та інші прилади, з метою підсилення якісного сприйняття поезії.
 О мужеложка — лісова смердючка,
 Твоє лайно лижу я і ковтаю,
 Як трупний мед Із мертвої бджоли.
 О, вирви швидше, заклинаю.
 Гноївки дух з моєї кишки
 І нутросмороди мої докинь у фарш гидоти
 Та ще додай холерної блювоти.
 Спогань мене своїми бридотами,
 А я тебе почастую нечистотами.
Переклад Олексія Антомонова
Ефект дії віршів на слухачів виявився дуже драматичним — «їхні тіла билися в корчах, з рота капала піна, хвилями накочувався фізичний біль, супроводжуючись втратою свідомості. Після знущань вогон зізнався, що „пише вірші, щоб позбавити любові своє безжалісне і нице єство“».